# Cité judiciaire de Pontevedra
La Cité judiciaire de Pontevedra est un complexe architectural et judiciaire de la ville de Pontevedra (Espagne), composé de deux grands bâtiments des tribunaux construits en 1998 et 2019 dans le quartier A Parda.

## Localisation
La Cité judiciaire de Pontevedra est située à l'ouest du quartier A Parda et ses accès se font par les rues Hortas et Francisco Tomás y Valiente. Elle se trouve à 500 mètres des gares ferroviaire et routière.

## Histoire
Avant la construction du premier bâtiment des tribunaux dans la cité judiciaire du quartier A Parda, la plupart des tribunaux étaient dispersés dans divers bâtiments de la ville de Pontevedra, dont plusieurs étaient loués, de sorte qu'avec le temps, la nécessité de regrouper tous les tribunaux dans un seul complexe judiciaire est devenue évidente. Certains des tribunaux étaient situés dans le Palais de justice de Pontevedra, siège de l'Audience provinciale, inauguré le 17 septembre 1956 dans la rue Rosalía de Castro. En 1948, le conseil municipal avait cédé le terrain occupé par l'ancienne prison pour y construire le palais de justice et, en 1954, le conseil provincial de Pontevedra a contribué à sa construction à hauteur d'un million de pesetas.
Après un retard de plusieurs années, le 18 avril 1995, le projet de construction d'un nouveau bâtiment pour les tribunaux de la ville, conçu par l'architecte Fernando Martínez Sarandeses, a été présenté. Le bâtiment de huit étages prévu devait être érigé à l'arrière du palais de justice, dans le quartier Campolongo, à l'emplacement de l'actuelle place de la Liberté. Cependant, en août 1995, le maire de la ville, Juan Luis Pedrosa, a conclu un accord difficile pour construire le nouveau bâtiment des tribunaux dans le quartier A Parda, sur le site de l'ancienne prison provinciale, .
Le projet a gardé le design prévu pour le quartier Campolongo avec quelques modifications spécifiques pour l'adapter au nouveau site du quartier A Parda. Les travaux ont commencé le 30 mai 1996, après la démolition de l'ancienne prison, et se sont achevés en février 1998. Le nouveau bâtiment des tribunaux a été inauguré le 5 mars 1998.
En 2010, ce bâtiment des tribunaux était déjà engorgé en raison du manque d'espace, ce qui a mis en évidence la nécessité de construire un nouveau bâtiment des tribunaux annexé à celui inauguré en 1998. Ce deuxième bâtiment des tribunaux a été conçu par les architectes Gustavo et Lucas Díaz et Naiara Montero et sa construction a débuté le 1er août 2016. Le nouveau bâtiment a été inauguré le 3 septembre 2019. À partir de ce moment, Pontevedra dispose d'une Cité judiciaire composée de ces deux bâtiments des tribunaux dans le quartier A Parda.

## Description
La Cité judiciaire de Pontevedra est au service d'une population de 500 000 habitants,, et abrite le siège de tous les tribunaux existants dans le district judiciaire de Pontevedra: de première instance, cour d'assises, administratif, conseil de prud'hommes, commerce, affaires familiales et sociales, pour enfants et de surveillance pénitentiaire.
Le bâtiment de 1998 (plus au sud-est avec l'entrée principale située rue Francisco Tomás y Valiente) abrite les 4 tribunaux correspondant à la cour d'assises et correctionnels, le tribunal pour enfants, le tribunal de surveillance pénitentiaire, le bureau du procureur et le parquet et le siège de l'institut de médecine légale. Le bâtiment de 2019 (avec entrée située rue Hortas) abrite les 2 tribunaux de commerce, les 3 tribunaux correspondant au conseil de prud'hommes, les 3 tribunaux administratifs, les 4 tribunaux des affaires familiales et sociales et les 5 tribunaux de première instance,. Pour sa part, le siège de l'Audience provinciale de Pontevedra (Cour d'appel) sa présidence et ses sections 1, 2, 3 et 4 sont situés dans le Palais de justice au centre-ville, 5 rue Rosalía de Castro, à un kilomètre de la Cité judiciaire du quartier A Parda.

## Architecture
Les deux bâtiments des tribunaux de la cité judiciaire de Pontevedra sont reliés par une passerelle en verre de 40 mètres de long au premier étage
Le bâtiment des tribunaux construit en 1998, compte huit étages. De forme oblongue, la façade est revêtue de pierre et se distingue par la continuité des multiples fenêtres disposées symétriquement sur toutes les façades. Les fenêtres disposées en continu à tous les étages couvrent la plupart des façades du bâtiment et laissent entrer beaucoup de lumière à l'intérieur. Le bâtiment est entouré de hautes colonnes aux deux premiers étages sur les façades sud, est et ouest, faisant office de portique d'entrée.
Le nouveau bâtiment des tribunaux construit en 2019 comporte deux sous-sols et six étages et a une capacité de 28 tribunaux,. Il a une superficie de 23 000 mètres carrés. Le bâtiment, ayant des espaces ouverts, a une forme hexagonale irrégulière et s'articule autour d'une grande cour éclairée par le haut par des puits de lumière. La façade est conçue avec des ouvertures en série et des plans biseautés avec des lamelles verticales qui protègent les parois vitrées du soleil. Aux deux premiers étages, la façade est revêtue de pierre. À l'intérieur, au rez-de-chaussée et au premier étage, qui partagent un grand hall, se trouvent le bureau de l'état civil, 16 salles d'audience avec lumière naturelle, une grande salle pour les mariages et des bureaux pour les avocats, les avoués et les travailleurs sociaux, et aux autres étages, les tribunaux.
Le Palais de justice, situé au centre de la ville et bâti en 1956, conçu par les architectes Robustiano Fernández Cochón et Germán Álvarez de Sotomayor y Castro, présente un plan rectangulaire, quatre étages et un demi-sous-sol. La façade est en pierre. Le rez-de-chaussée est entouré d'un bossage à refend continu en tables et aux deuxième et troisième étages, les façades ouest et est sont enduites de mortier de chaux autour de toutes les fenêtres et des portes de balcon de la façade d'entrée. Le style sobre et austère traduit le sérieux de sa fonction.

## Galerie

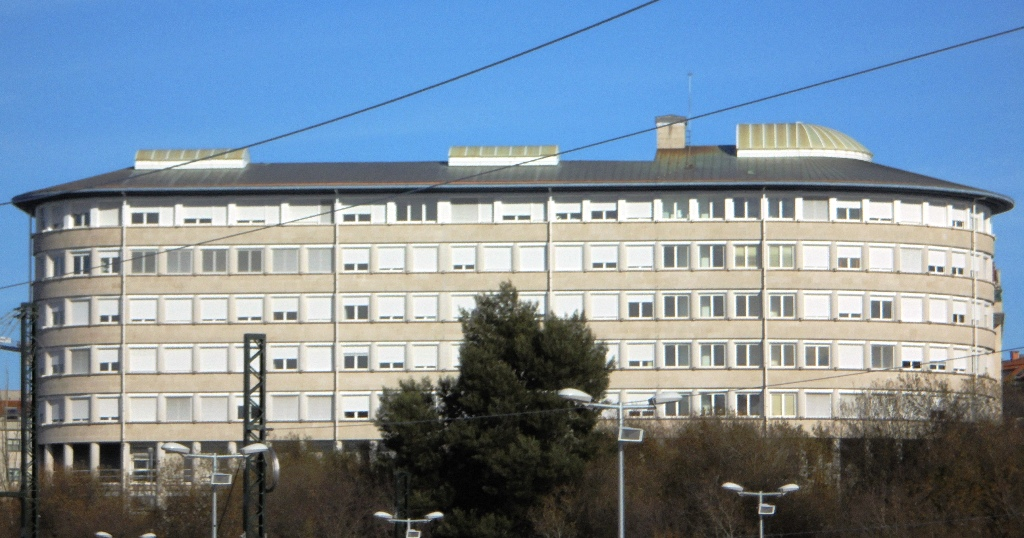
Bâtiment des tribunaux construit en 1998
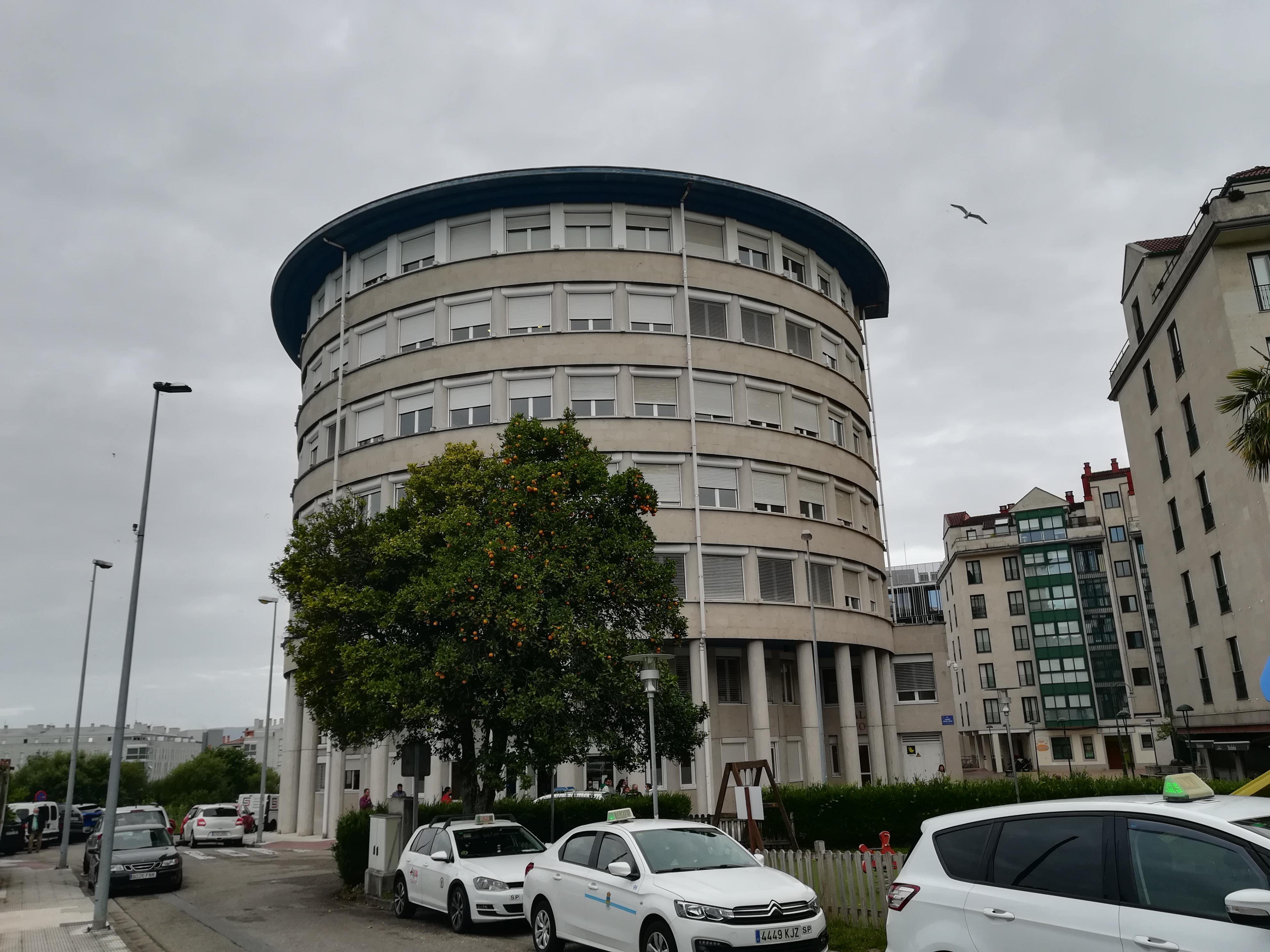
Entrée du bâtiment de 1998
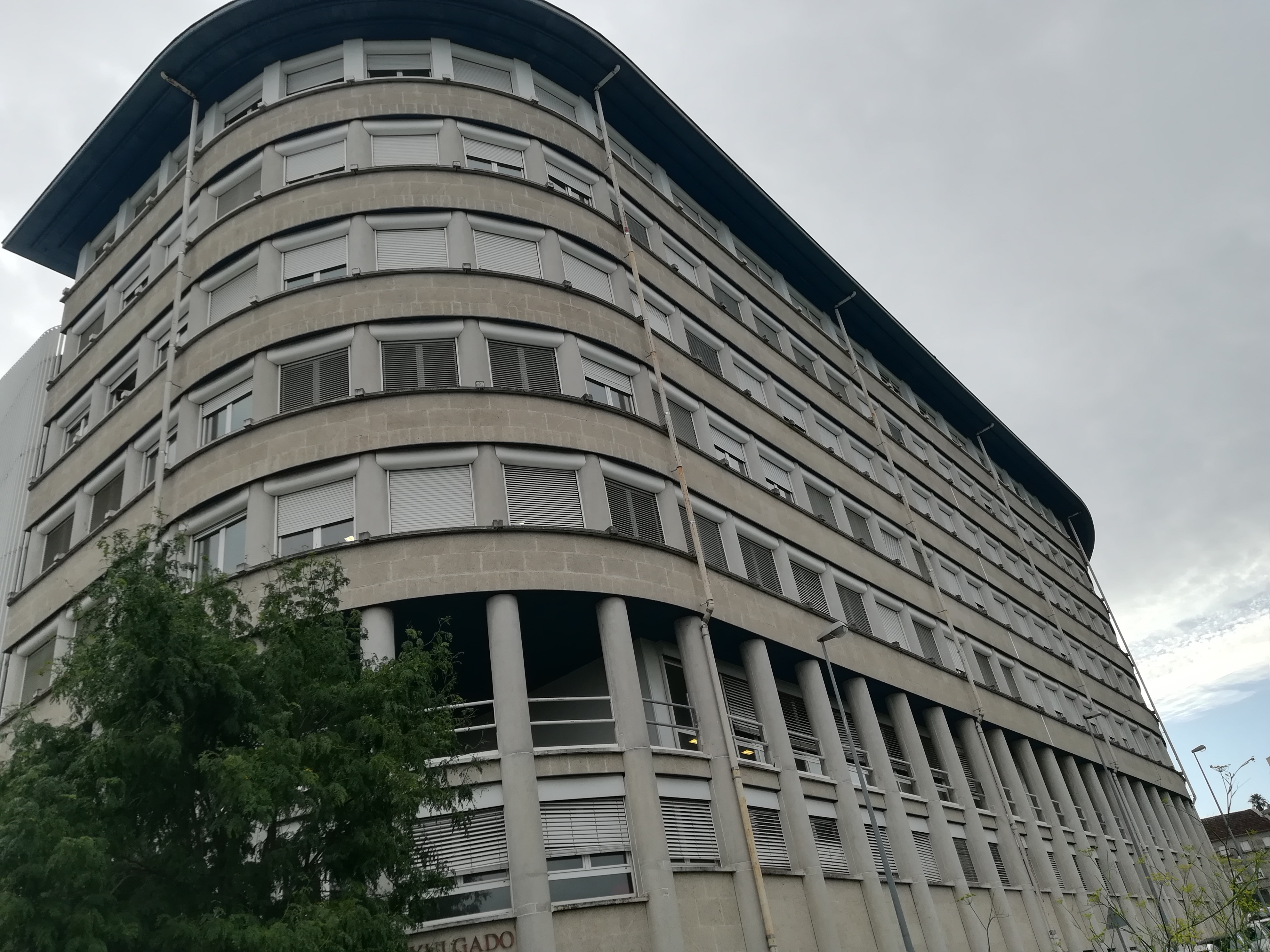
Façade sud du bâtiment de 1998
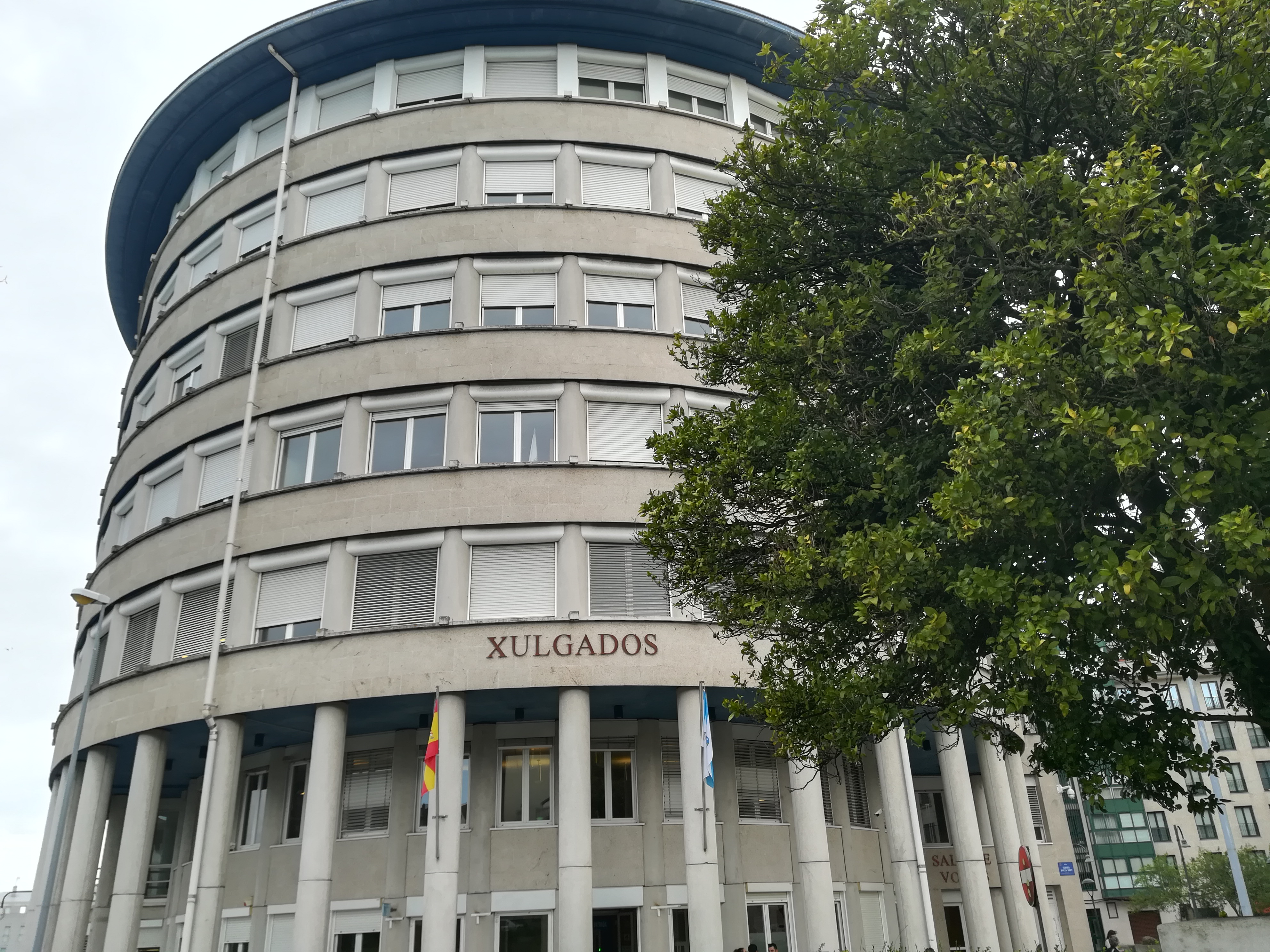
Détail de l'entrée du bâtiment de 1998
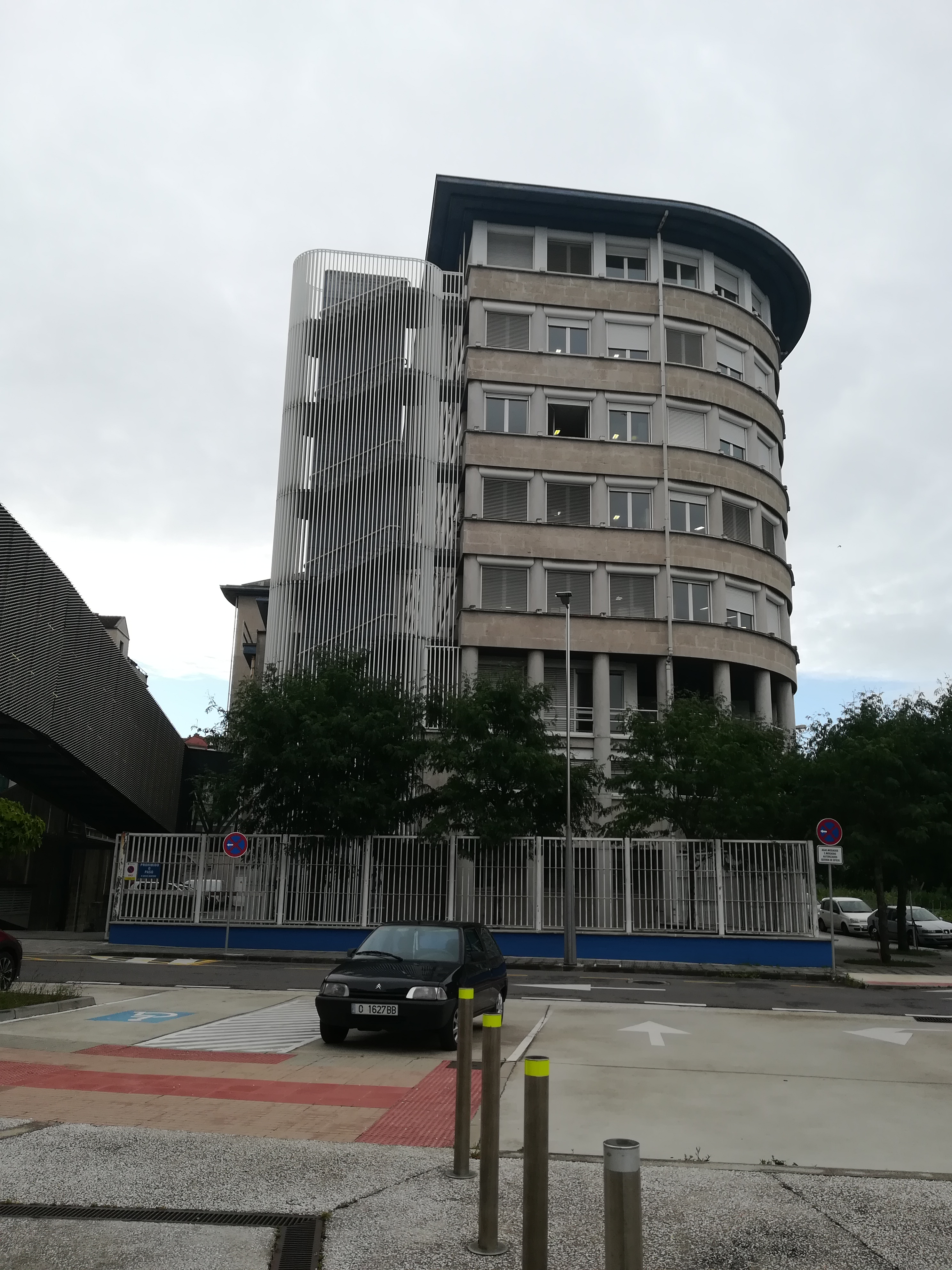
Bâtiment de 1998, façade nord
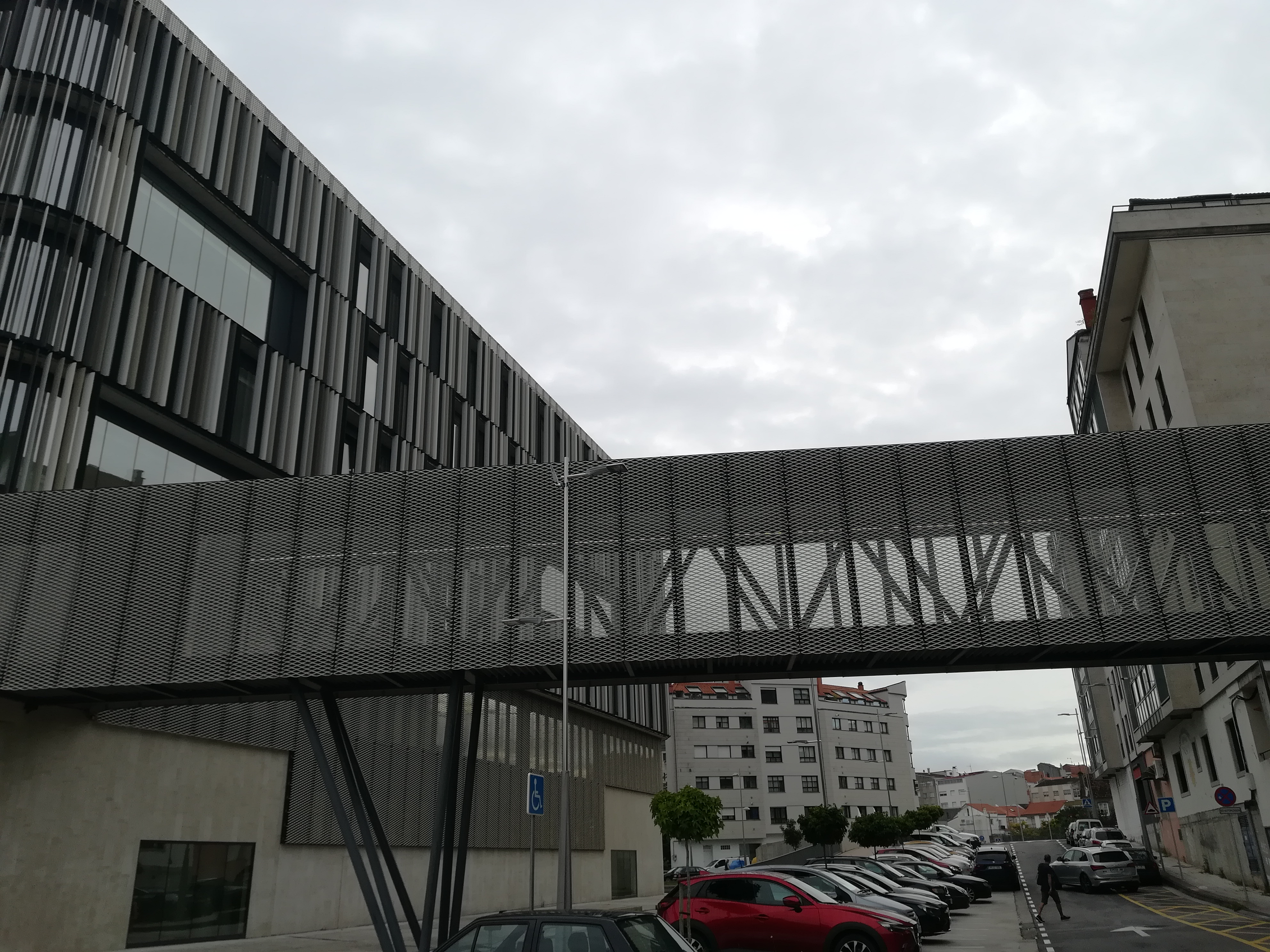
Passerelle vitrée reliant les deux bâtiments
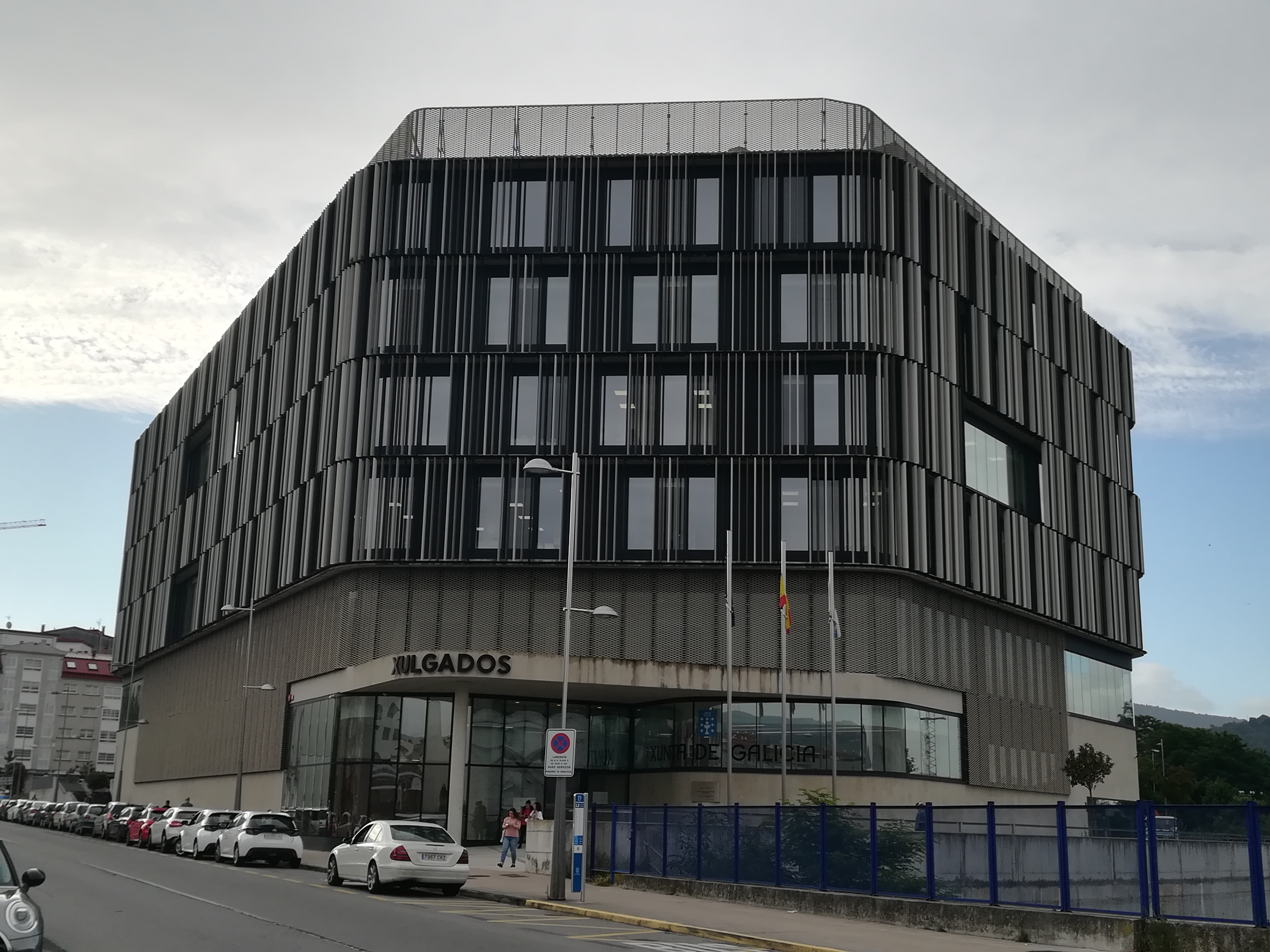
Édifice des tribunaux construit en 2019
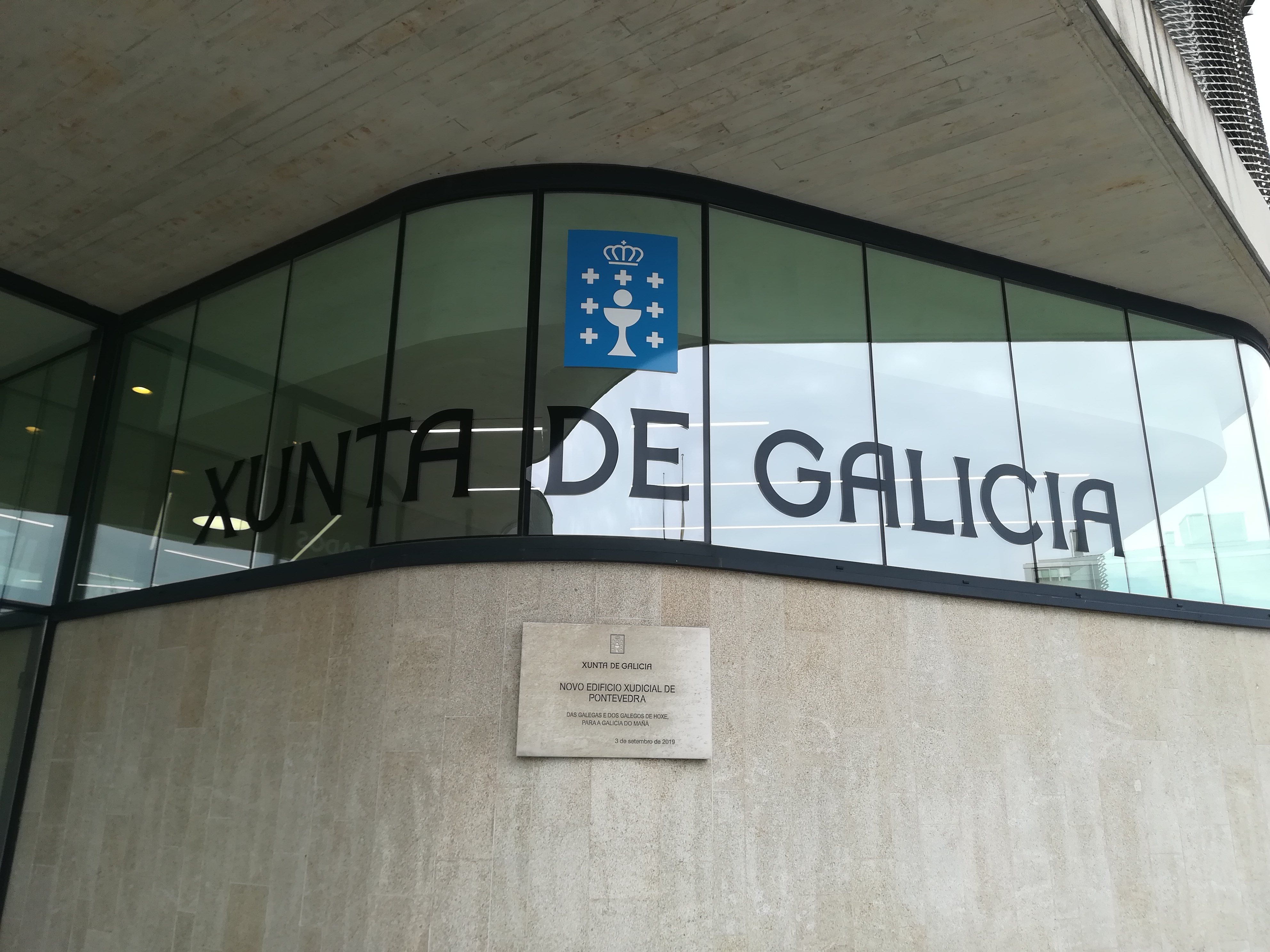
Plaque du nouveau bâtiment
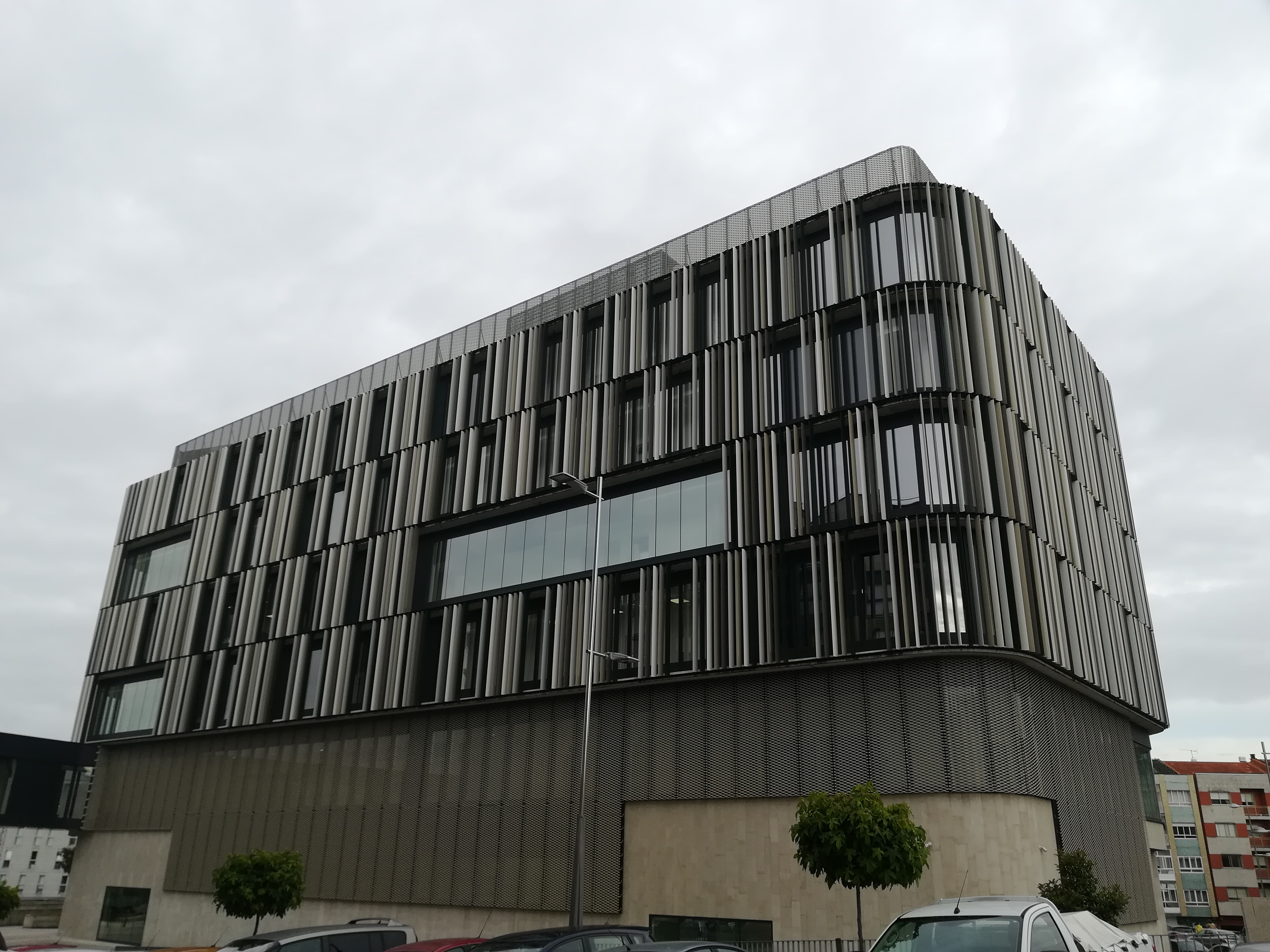
Façade nord-est du nouveau bâtiment
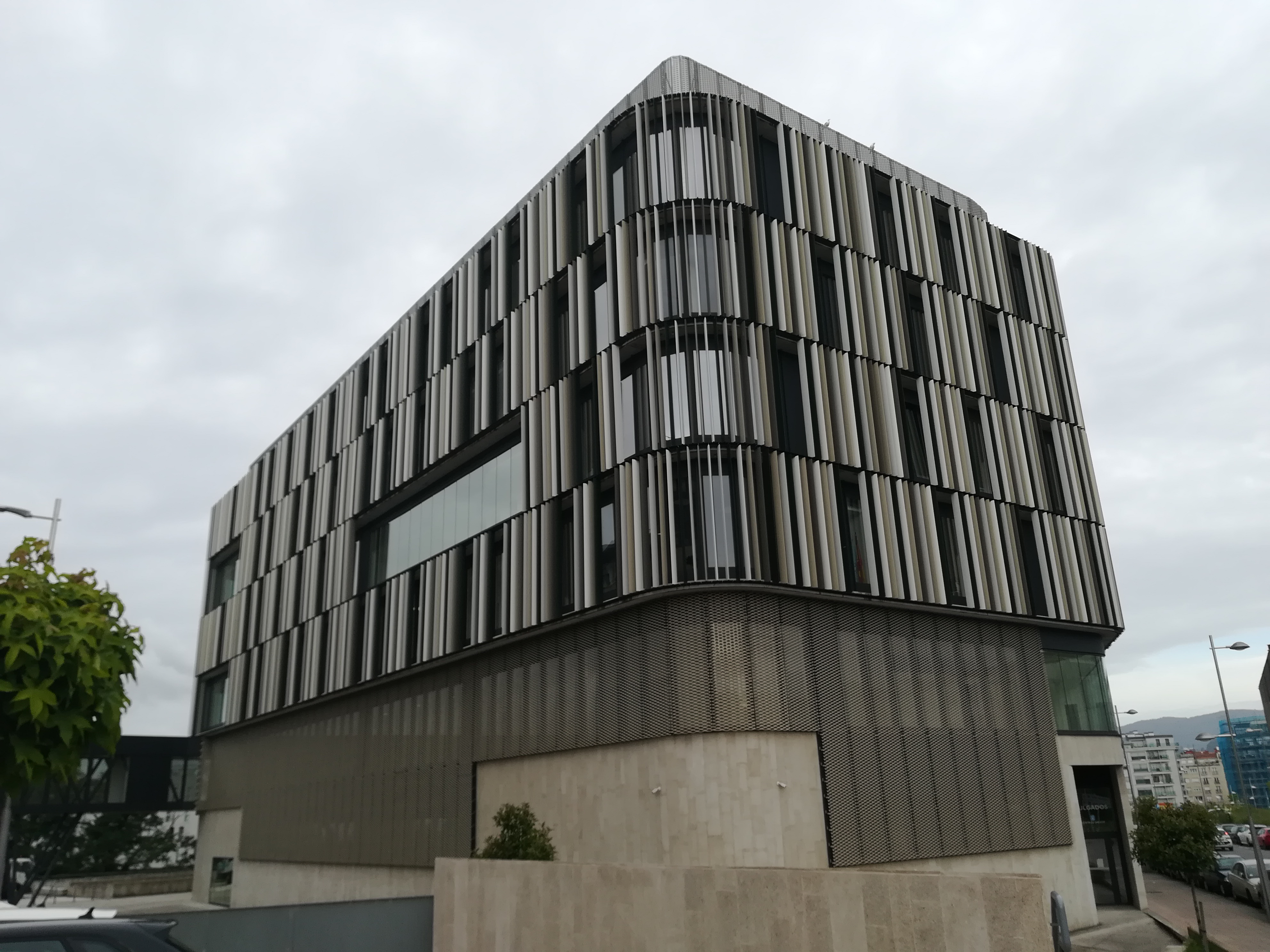
Nouveau bâtiment
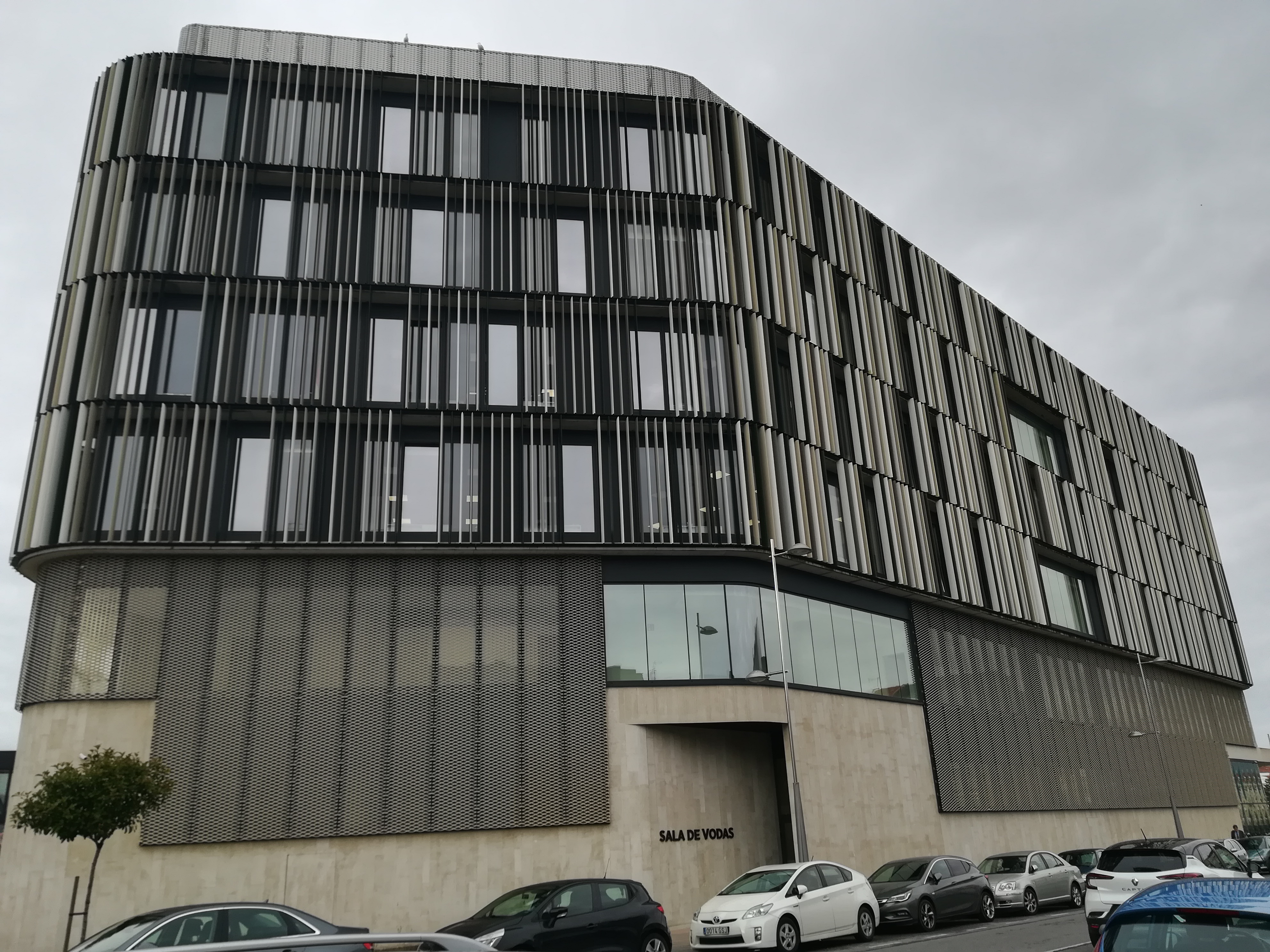
Entrée de la salle des mariages
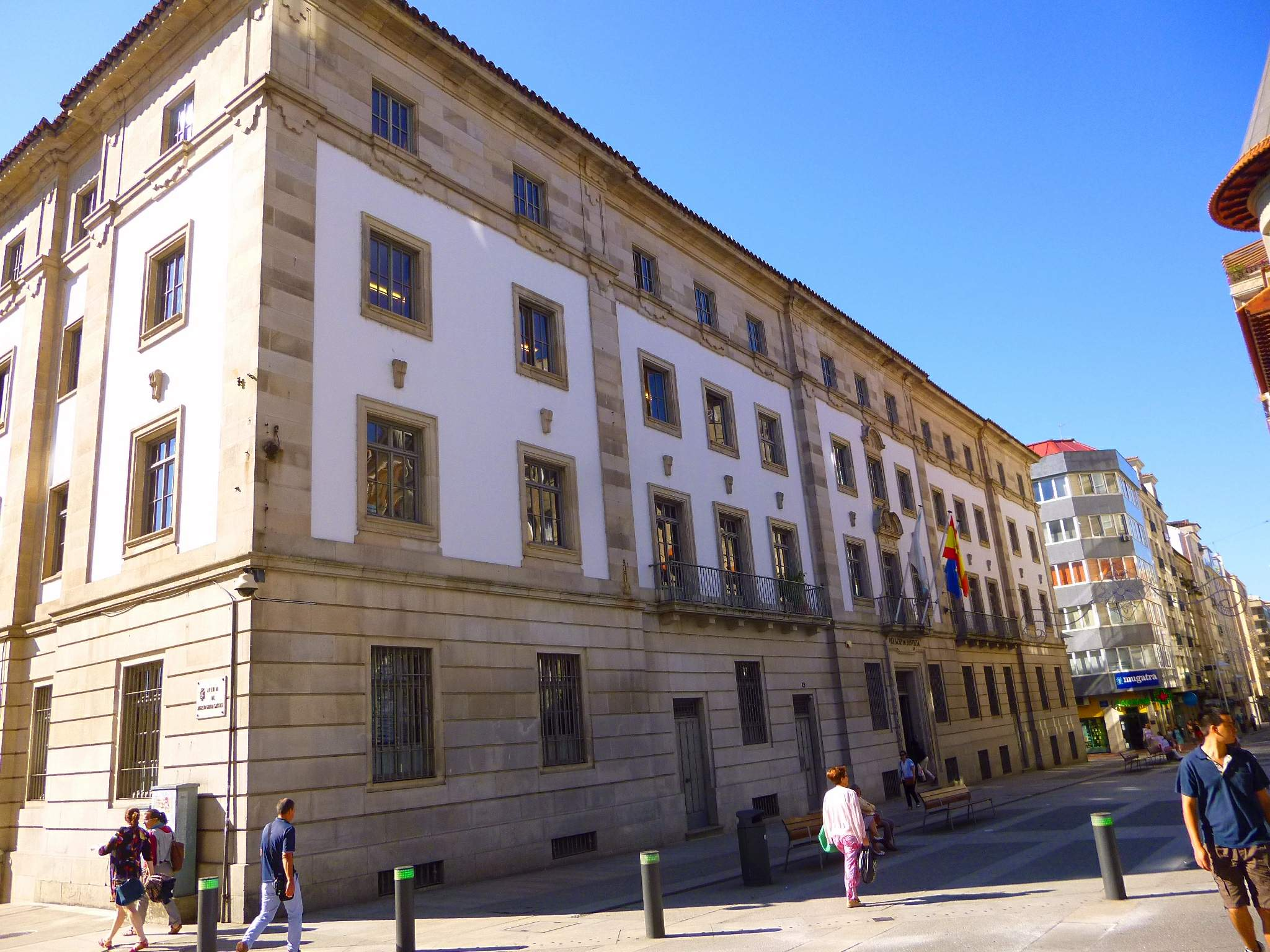
Palais de Justice de 1956, façade principale
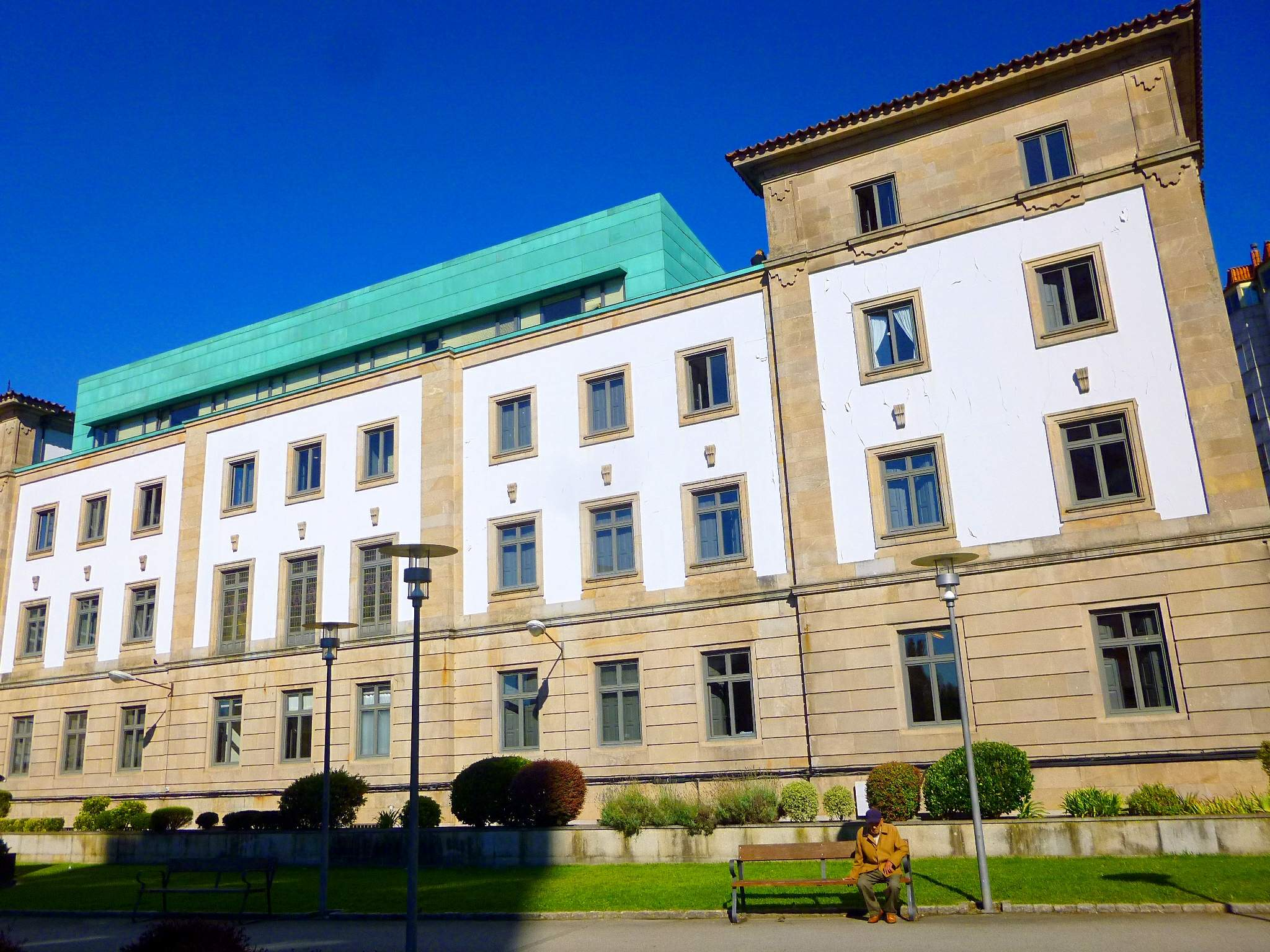
Palais de Justice, façade arrière
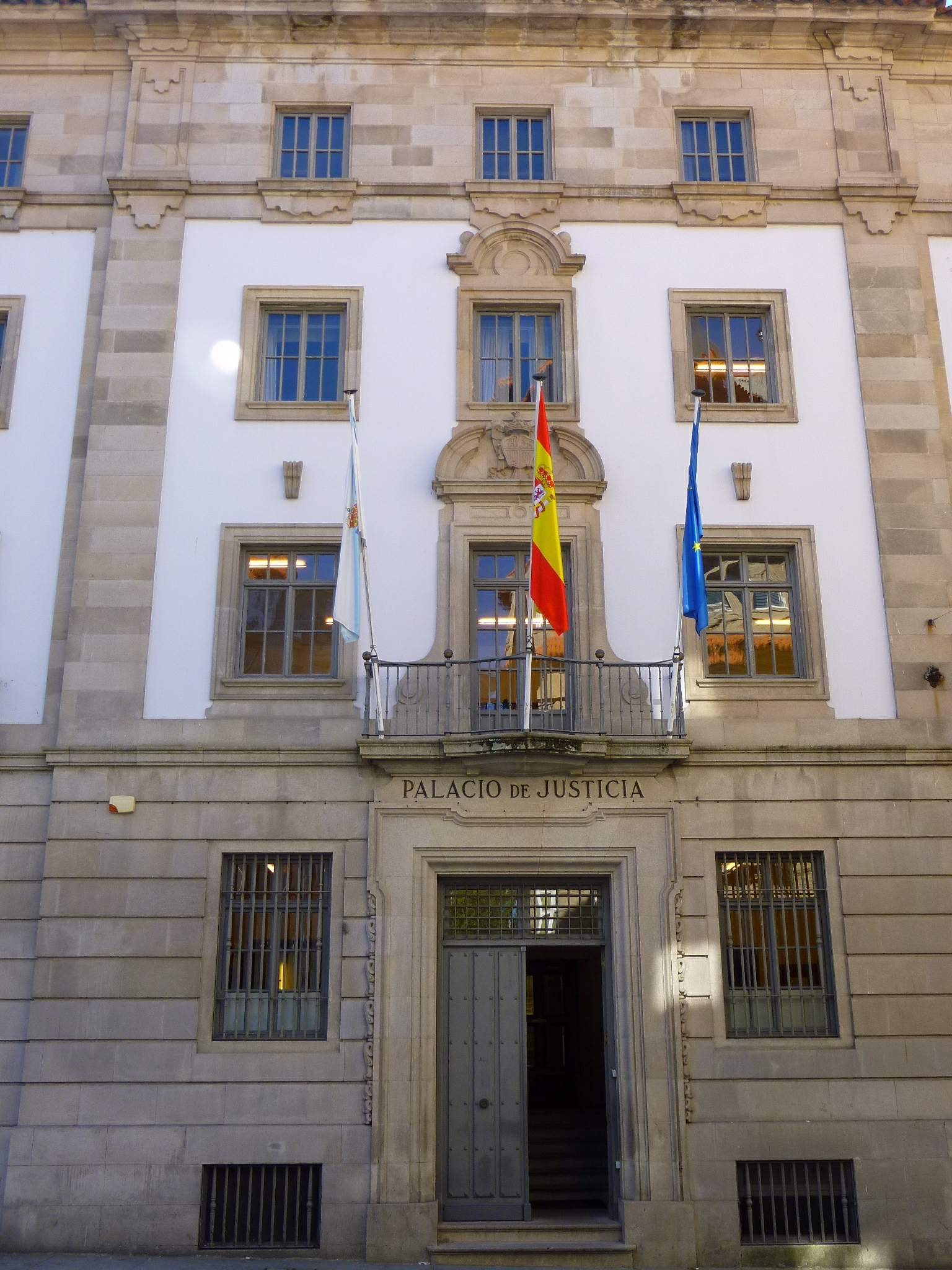
Palais de Justice, détail de l'entrée